# Бернс (Орегон)
Бернс (англ. Burns) — город и административный центр округа Харни, штат Орегон США. По данным переписи 2020 года, численность населения составляла 2730 человек. В Бернсе и близлежащем городе Хайнс проживает около 60 процентов населения этого малонаселённого округа, который по площади является крупнейшим в штате Орегон и девятым по величине в Соединённых Штатах.
В регионе Бернс — Хайнс преобладает пустынный климат, однако в недавнем геологическом прошлом он был гораздо влажнее. Бассейн Харни был крупнейшей из многих впадин, в которых образовались озёра на юго-востоке Орегона в позднем плейстоцене. Остатки древнего озера, простиравшегося на север до Бернса, находятся в центре национального заповедника дикой природы Малер, к югу от города.
Северные пайюты или их предки, охотники и собиратели, жили в этом регионе на протяжении тысяч лет. С момента прибытия евроамериканцев в XIX веке в землепользовании этого района преобладали скотоводство и другие формы сельского хозяйства. В 1930 году лесозаготовки в горах к северу от Бернса привели к возникновению города Хайнс, города лесозаготовительной компании, и лесная промышленность оставалась важной частью местной экономики вплоть до 1990-х годов. Помимо скотоводства, в XXI веке экономику Бернса — Хайнса поддерживают различные частные и государственные предприятия. Ежегодные мероприятия включают фестиваль перелётных птиц, окружную ярмарку и фестиваль кантри-музыки.